# Félix Lázaro Martínez
Félix Lázaro Martínez, Sch.P., (nació el 2 de marzo de 1936) es un prelado español, quien sirve como el obispo emérito de la diócesis de Ponce. Lázaro fue nombrado para servir como el obispo coadjutor de Ponce el 25 de abril de 2002, y estuvo elevado a obispo de la diócesis el 11 de junio de 2003.

## Vida
Lázaro nació en Logroño, La Rioja, España, el 2 de marzo de 1936. Comenzó su vida religiosa entrando a la Congregación de Padres Escolapios, quienes están dedicados a educación, fue ordenado sacerdote el 9 de abril de 1961. En el verano de 1970 fue enviado para servir en Puerto Rico para enseñar en la Pontificia Universidad Católica de Puerto Rico. Más tarde devenga como decano del Departamento de Artes y Humanidades de la universidad.
El papa Juan Pablo II nombró a Lázaro como obispo coadjutor de la diócesis de Ponce el 20 de marzo de 2002, fue ordenado obispo por el obispo de Ponce, Ricardo Antonio Suriñach Carreras. A la jubilación de Suriñach el 11 de junio del año siguiente, lo sucedió automáticamente como obispo de la diócesis. El 22 de diciembre de 2015, el papa Francisco aceptó su renuncia, y nombró a monseñor Rubén González, hasta ese momento obispo de Caguas para sucederlo.

## Honores
El 12 de diciembre de 2013, Lázaro Martínez fue honrado en una ceremonia y añadido a la lista de ciudadanos ilustres de Ponce.
| Predecesor: Ricardo Suriñach Carreras | Obispo Diócesis de Ponce 2003 - 2015 | Sucesor: Rubén Antonio González Medina |